# Kispalugya
Kispalugya (szlovákul Palúdzka) Liptószentmiklós város része, egykor önálló község Szlovákiában, a Zsolnai kerület Liptószentmiklósi járásában.

## Fekvése
Liptószentmiklós központjától nyugatra, a Vág bal partján fekszik.

## Története
A település a 13. században keletkezett, 1273-ban „Polugia Minor” néven említik először. 1283-ban a Palugyai család szerezte meg és a család birtoka volt egészen 1848-ig. 1286-ban „Polughea Minor”, 1353-ban „Kys Palugya” néven szerepel. 1535-ben 4 kúria, egy bírói és 5 jobbágyház állt a településen. A falunak 1598-ban 7 kúriája és 18 háza volt. A Palugyai család klasszicista kastélya a 18. század második felében épült. 1784-ben 66 házában 636 lakos élt. Lakói mezőgazdasággal és tímármesterséggel foglalkoztak.
A 18. század végén Vályi András így ír róla: „Kis Palugya, Nagy Palugya. Két tót falu Liptó Vármegyében. Kis Palugyának földes Ura Palugyai Uraság, fekszik Bodafalvához közel, mellynek filiája. Nagy Palugyának pedig Földes Ura Platy Uraság, ’s fekszik Motko Szent Kereszthez közel, mellynek filiája, Ispotállya is vagyon, lakosai katolikusok, és evangelikusok, határbéli földgyeik jó termékenységűek, réttyeik, legelőjök van, fájok nints elég, piatzozások Szent Miklóson, keresetre módgyok Vág-vizén, első osztálybéliek.”
Fényes Elek 1851-ben kiadott geográfiai szótárában így ír a faluról: „Kis-Palugya (Pauluska), tót falu, Liptó vmegyében, 165 kath., 669 evang., 6 zsidó lak.; derék kastély, fűrészmalmok. F. u. Palugyai nemz. Ut. p. Berthelenfalva.”
A trianoni diktátumig Liptó vármegye Liptószentmiklósi járásához tartozott. 1960-ban csatolták Liptószentmiklóshoz.

## Népessége
1910-ben 1144-en, többségében szlovák anyanyelvűek lakták, jelentős magyar kisebbséggel.
1930-ban 11 magyar és 1442 csehszlovák lakta.

## Híres emberek
- Itt született 1780. október 31-én Palugyay Imre nyitrai püspök, egyházi író.
- Itt született 1797. február 18-án Janik János 48-as honvédezredes.
- Itt született 1878. november 26-án Massány Ernő meteorológus, csillagász, légügyi szakértő.
- Itt született 1881-ben Kern Péter Gyula festőművész.
- Itt született 1898. június 29-én vitéz Palugyay Farkas filmproducer.
- Itt született 1900. augusztus 17-én Palugyay Miklós filmproducer.
- Itt hunyt el 1866. december 7-én Palugyay Imre statisztikus, jogtörténész, az MTA tagja.

## Nevezetességei
- A településnek több kastélya és 18-19. századi udvarháza volt.
- Szent János evangélistának szentelt római katolikus temploma 1854-ben épült.
- Nepomuki Szent János kápolnája 1856-ból való.
- Evangélikus temploma 1941-ben épült.

## Lásd még
- Liptószentmiklós
- Andaháza
- Andrásfalu
- Benic
- Bodafalu
- Deménfalu
- Illanó
- Okolicsnó és Sztosháza
- Plostin
- Verbic
- Vitálisfalu